# 伊塔佩鲁苏
伊塔佩鲁苏是巴西巴拉那州的一个市镇。总面积312.382平方公里，总人口23132人，人口密度74.1人/平方公里。